# Barnabiterordenen
Barnabiterordenen, den hellige Paulus' regulerede klerikers kongregation (paulanere), er en munkeorden.
Ordenen er stiftet af tre præster, Zaccaria, Ferrari og Morigia, i Milano og stadfæstet af pave Clemens VII (1533). Navnet barnabitter har de fået efter deres kirke, San Barnaba i Milano. Deres formål er sjælesorg, ungdommens undervisning, mission blandt kættere; de aflægger det særlige løfte ikke at stræbe efter kirkelige værdigheder uden for ordenen og ikke at modtage et tilbudt embede uden pavens tilladelse.